# Martin Bengtsson
Martin Bengtsson este un muzician suedez care a abordat stilurile death metal și heavy metal. El este o piesă importantă a influentei scene suedeze de death metal melodic.
Martin Bengtsson a fost membru al trupelor Arch Enemy și Armageddon. A cântat de asemenea în trupele Carnage și Spiritual Beggars. Bengtsson este în acest moment vocalist și chitarist în trupa de heavy metal Lechery.

## Carieră
Armageddon a fost o trupă de metal fondată în 1997 de Christopher Amott de la Arch Enemy. Gândită inițial ca o trupă de death metal melodic, Armageddon și-a schimbat ulterior stilul, abordând genul power metal.
Armageddon a fost înființată când Arch Enemy a fost invitată în Japonia să semneze un nou contract cu casa de discuri Toy's Factory, după lansarea primului lor album, Black Earth. Profitând de prezența sa în Japonia, Christopher Amott a semnat propriul său contract de înregistrare pentru un proiect solo numit Armageddon. Întors în Suedia, el i-a recrutat pe bateristul Peter Wildoer (Darkane, Majestic), pe basistul Martin Bengtsson și pe vocalistul Jonas Nyrén (In Thy Dreams).
Trupa și-a lansat albumul de debut "Crossing the Rubicon" în 1997, la acum defuncta casă de discuri W.A.R. Records în Europa și la Toy's Factory Records în Japonia. Albumul a fost bine primit de critici și de fani. "Crossing the Rubicon" abordează genul death metal melodic, dar încorporează pasaje instrumentale și diverse efecte speciale între piese. Albumul a fost lansat la aceeași casă de discuri care a tipărit pentru Europa și primul album Arch Enemy, însă casa de discuri s-a desființat la puțin timp după lansare. Din acest motiv "Crossing the Rubicon" este un album greu de găsit. Până în ziua de azi "Crossing the Rubicon" n-a mai fost lansat și în altă parte decât în Europa și Japonia.
După înregistrarea lui "Crossing the Rubicon", Martin Bengtsson și Peter Wildoer s-au alăturat Arch Enemy. Cu toate acestea, Martin Bengtsson a continuat să colaboreze cu Armageddon până în 2000.
Martin a rămas membru al trupei de Arch Enemy între 1997 și 1998, cântând la chitară bas pe cel de-al doilea album al lor, Stigmata. El a părăsit definitiv Arch Enemy în 1998, fiind înlocuit de Sharlee D'Angelo.
Tot în această perioadă Martin Bengtsson a cântat alături de Michael Amott, chitaristul și membrul fondator al Arch Enemy, în alte trupe suedeze, cum ar fi Carnage și Spiritual Beggars.
În 2004 Martin înființează trupa Lechery, cooptându-i pe Fredrik Nordstrandh (chitară, clape, voce de fundal), Martin Karlsson (bas) și Robert Persson (tobe). De data aceasta Martin cântă la chitară și își asumă și rolul de vocalist al trupei.
Cei patru membri ai formației mai făcuseră parte împreună din diverse trupe, iar influențele și mediile muzicale diferite din care proveneau i-au ajutat să stabilească direcția muzicală, cu piese bazate pe riff-uri de chitară și melodii puternic ritmate.
În 2005 Lechery lansează primul său demo, intitulat "Lechery", care cuprinde patru piese. Un al doilea demo este lansat în 2006, cu denumirea "Lechery - Promo EP". Primul album al Lechery a ieșit pe piață în 2008 și se intitulează "Violator".
"Violator" a fost înregistrat la studioul The Sweet Spot din Halmstad și produs de Rickard Bengtsson, care mai lucrase și cu Arch Enemy, Spiritual Beggars, Armageddon, etc. Rickard produsese și cele două demo-uri ale Lechery, iar membrii trupei "au simțit că e normal să lucreze tot cu el, pentru că făcuse o treabă bună și pentru că le înțelegea muzica". Mai mult, Rickard Bengtsson a venit cu unele sugestii foarte bune pentru piese. Albumul a fost mixat de Rickard și masterizat la Platinum Mastering din Stockholm.
În acest moment Martin Bengtsson și colegii lui din Lechery se află într-un turneu suedez pentru promovarea albumului "Violator".

## Discografie

### CuArmageddon
- Crossing the Rubicon (1997)

### CuArch Enemy
- Stigmata (1998)

### CuLechery
- Lechery (demo) (2005)
- Promo E.P. (demo) (2006)
- Violator (2008)